# John Branch
John Branch Jr. (ur. 4 listopada 1782, zm. 3 stycznia 1863) – polityk i dyplomata amerykański, członek Partii Demokratyczno-Republikańskiej, a następnie Partii Demokratycznej, senator Stanów Zjednoczonych z Karoliny Północnej, kongresmen Stanów Zjednoczonych z 2. okręgu wyborczego w Karolinie Północnej, ósmy sekretarz Marynarki Wojennej Stanów Zjednoczonych, dziewiętnasty gubernator stanu Karolina Północna, szósty i ostatni gubernator terytorialny Florydy.